# 鲁伯诺
鲁伯诺（德語：Rubenow）是德国梅克伦堡-前波美拉尼亚州的市镇，隶属于前波美拉尼亚-格赖夫斯瓦尔德县。总面积为35.4平方千米，截至2023年12月31日总人口为739人。